# Jim Hutton
Jim Hutton (31 de mayo de 1934-2 de junio de 1979) fue un actor televisivo y cinematográfico estadounidense.

## Biografía
Su nombre completo era Dana James Hutton, y nació en Binghamton (Nueva York). Mientras Hutton actuaba en el teatro en Alemania sirviendo para el Ejército de los Estados Unidos, fue descubierto por el director cinematográfico Douglas Sirk. Una de sus primeras actuaciones para la pantalla tuvo lugar en un episodio de The Twilight Zone (1959), en el cual también participaba Rod Taylor. En Hollywood se hizo popular entre el público juvenil por su papel en el film Where the Boys Are (1960), donde actuaba junto a Paula Prentiss, actriz con la cual trabajó en varias de sus primeras películas, en parte debido a la elevada estatura de ambos. Así, actuó también con ella en The Honeymoon Machine (1961), Bachelor in Paradise (1961, con Bob Hope y Lana Turner), y The Horizontal Lieutenant (1962). En 1966 Hutton consiguió una mayor fama gracias a su trabajo en Walk, Don't Run, con Samantha Eggar y Cary Grant en su última película. Debido a su estatura y a su aspecto desgarbado, a Hutton se le llegó a ver como a un posible sucesor de James Stewart. 
Además de ser un dotado actor de comedia, Hutton también hizo papeles dramáticos, como ocurrió con el western dirigido por Sam Peckinpah en 1965 Mayor Dundee. En 1968 Hutton actuó en el film bélico dirigido e interpretado por John Wayne Los boinas verdes. Ese mismo año volvió a trabajar con John Wayne en Hellfighters, encarnando a Greg Parker. Otro título destacado de su carrera fue el western The Hallelujah Trail (1965).
A principios de la década de 1970 Hutton empezó a trabajar casi exclusivamente para la televisión, e interpretó el papel de Ellery Queen en el telefilme de 1975 que dio origen a la serie emitida entre 1975 y 1976 Ellery Queen. Hutton trabajaba en la serie con David Wayne, que interpretaba a su padre. 
El 2 de junio de 1979 Jim Hutton falleció en Los Ángeles, California, a causa de un hepatocarcinoma, dos días después de cumplir los 45 años. Fue enterrado en el Cementerio Westwood Village Memorial Park de Los Ángeles. Su hijo, el actor Timothy Hutton, dedicó su Oscar al mejor actor de reparto recibido en 1980 a la memoria de su padre.